# Faroe Ship
P/F Faroe Ship (früher Skipafelagið Føroyar) ist ein Schifffahrts- und Logistikunternehmen mit Sitz in Tórshavn auf den Färöern. Das Unternehmen ist eine Tochtergesellschaft der Eimskip-Gruppe.

## Dienstleistungen
- Export und Import von Seefracht.
- LKW-Flotte für den Güterverkehr auf den Färöern.[4]
- Faroe Ship Agency ist eine Schifffahrtsagentur auf den Färöern und bietet internationale Schifffahrtsdienstleistungen rund um die Uhr an. Es bietet Schiffseignern und Unternehmen der Offshore-Industrie einen umfassenden und flexiblen Vermittlungsservice an und ist in der Lage, alle Dienste für jeden Schiffstyp bereitzustellen, z. B. Offshore-Schiffe und Plattformen, Containerschiffe, Massenschiffe und Militärschiffe, Forschungsschiffe, Kreuzfahrtschiffe und vieles mehr. Zu den angebotenen Dienstleistungen gehört die Abfertigung von Schiffen in und aus Häfen, die Kommunikation mit dem Zoll, den Einwanderungsbehörden und anderen Behörden, um günstige Tarife und Frachtversicherungen zu finden.[5]
- Faroe Ship betreibt Terminals und Lagerhäuser in Tórshavn, Klaksvík, Runavík und Tvøroyri.[4]
- Faroe Ship verwaltet Kühlhäuser in Tórshavn, Klaksvík und Fuglafjørður mit einer Gesamtkapazität von +40.000 m².[6]
- Faroe Express ist die Speditionsabteilung von Faroe Ship, die Expresssendungen in die und aus der Nordatlantikregion abwickelt, mit besonderem Augenmerk auf die Färöer.[7]

## Geschichte
Faroe Ship wurde 1919 als Skipafelagið Føroyar gegründet. Das Unternehmen ist 1. Juli 2004 mit Eimskip fusioniert und in Faroe Ship umbenannt worden. 2007 wurden alle Aktivitäten von Heri Thomsen, Farmaleiðir und Faroe Ship unter dem Namen Faroe Ship zusammengelegt.